# 巴吉敦 (肯塔基州)
巴吉敦（英語：Buggytown）是位於美國肯塔基州麥迪遜縣的一個非建制地區。

## 地理
巴吉敦所處的海拔為高於海平面280米（即919英呎），而該地所採用的時區為UTC-5，即北美東部時區（EST）。同時該地設有夏令時間，為UTC-5調快一小時，即UTC-4（EDT）。